# Ближні Прудищі
Ближні Пруди́щі (рос. Ближние Прудищи) — присілок у складі Ленінського міського округу Московської області, Росія.

## Населення
Населення — 52 особи (2010; 41 у 2002).
Національний склад (станом на 2002 рік):
- росіяни — 93 %